# Arnold I. von Falkenberg
Arnold I. von Falkenberg († 2. Oktober 1055) war von 1054 bis 1055 Bischof von Speyer.

## Herkunft und Ausbildung
Arnold I. von Falkenberg, auch Arnoldus, stammte vermutlich aus der Familie Falkenberg. Namensgebender Stammsitz war Burg Falkenberg.
Seine Ausbildung erhielt er im Kloster Lorsch.

## Werdegang
Im Kloster Lorsch stieg er bis zum Propst auf. Ab 1038 war er Abt des Klosters Limburg, nach dem Tod des Abtes Fol(c)mar des Klosters Weißenburg im Elsass am 14. Mai 1043 wurde er auch dort Abt, eine Stelle, die er bis zu seinem Lebensende innehatte. 1051 wurde er zusätzlich Abt von Corvey. Dem Stift stand er bis 1053 vor und hat sich insbesondere als Förderer des Schulwesens hervorgetan. 1053 wechselte er als Abt in das Kloster Lorsch, ehe er 1054 Bischof von Speyer wurde.
Nach seinem Tod am 2. Oktober 1055 wurde er im Stift St. Guido in Speyer beigesetzt.